# 이규빈 (축구 선수)
이규빈(李圭彬, 2000년 5월 30일~)은 대한민국의 축구 선수로, 포지션은 윙어이다. 현재 K리그2 안산 그리너스 FC 소속이다.